# Arnold Höllriegel
Pour les articles homonymes, voir Bermann.
Arnold Höllriegel, de son vrai nom Richard Arnold Bermann, né le 27 avril 1883 à Vienne en Autriche-Hongrie, et mort le 31 août 1939 à Saratoga Springs, dans l'État de New York, aux États-Unis, est un écrivain et journaliste autrichien.

## Biographie
Bermann est né à Vienne en 1883 dans une riche famille juive de fonctionnaires. Il travaille pour les journaux Berliner Tageblatt et Vossische Zeitung. En 1911, il écrit le premier « roman-film », Die Films der Prinzessin Fantoche.
En 1938, avec l'Anschluss de l'Autriche à l'Allemagne nazie, il s'exile et émigre aux États-Unis où il meurt d'une crise cardiaque en août 1939.
Certaines de ses œuvres, fiction et reportages, ont été récemment republiées en Allemagne chez AvivA Verlag et Wallstein Verlag.

## Œuvres
- 1911, Die Films der Prinzessin Fantoche, roman-film
- 1937, Das Mädchen von Sankt Helena ;  traduction française : La petite fille de Sainte-Hélène, Albin Michel
- 1938, Zarzuza, die Oase der kleinen Vögel. Die Geschichte einer Expedition, Zurich, Orell Füssli; Prague, Bücherguilde Gutenberg
- 1939, Home from the sea. Robert Louis Stevenson in Samoa, Indianapolis, Bobbs-Merrill
- 2012, Amerika-Bilderbuch, Wallstein Verlag

## Sources
- (de) Wilhelm Sternfeld, Eva Tiedemann, 1970, Deutsche Exil-Litteratur 1933-1945 deuxième édition augmentée, Heidelberg, Verlag Lambert Schneider.